# 迈恩博恩
迈恩博恩是德国莱茵兰-普法尔茨州的一个市镇。总面积4.39平方公里，总人口502人，其中男性259人，女性243人（2011年12月31日），人口密度114人/平方公里。